# Homer's Adventures Through the Windshield Glass
«Homer's Adventures Through the Windshield Glass» (titulado «Las aventuras de Homero a través del parabrisas» en Hispanoamérica y «La aventura de Homer a través del parabrisas» en España) es el vigésimo segundo y último episodio de la trigésimo cuarta temporada de la serie de televisión animada estadounidense Los Simpson, y el episodio número 750 en total. Se emitió en los Estados Unidos en Fox el 21 de mayo de 2023. El episodio fue dirigido por Bob Anderson y escrito por Tim Long.
En este episodio, Homer, enfadado tras descubrir el secreto de Marge, estrella su coche contra una boca de incendios y sale despedido por el parabrisas, donde reflexiona sobre cómo ha llegado a esta situación. El músico Lizzo actuó como invitado en el papel de Goobie Woo y en el suyo propio. Tim Robinson y Bowen Yang también actuaron como invitados. El episodio recibió críticas positivas.
Al tratarse del episodio número 750 de Los Simpson, se incluyeron 750 personajes de la serie en la secuencia de apertura.

## Trama
Mientras un enfadado Homer sale del banco y envía un mensaje de texto a Marge mientras conduce, choca con su coche contra una boca de incendios y sale despedido por el parabrisas. El tiempo se ralentiza y el muñeco elfo de Maggie, Goobie Woo, pregunta cómo ha llegado Homer hasta allí. Él cuenta que estaba en el banco para abrir una caja de seguridad para una patata frita. Se enfadó cuando descubrió que Marge había guardado en secreto una caja de seguridad, que contiene el testamento de su difunto padre Clancy, en el que recibiría 1 000 dólares al mes. Goobie Woo dice que Bart y Lisa están al tanto del dinero, lo que enfada aún más a Homer, que especula que Marge lo utiliza para darse un capricho. En cambio, Goobie Woo revela que Marge utiliza el dinero para ayudar a Homer cuando se mete en problemas. También le muestra a Homer que Clancy le dejó el dinero a Marge porque no confiaba en que Homer la mantuviera. Él le pregunta por qué pudo ver a Clancy, y ella le dice que es porque Homer ha muerto.
Homer va al infierno, donde se ve obligado a hacer cola y esperar a ser hervido en sangre. Mientras espera, ve a Clancy, que le muestra un futuro en el que Lisa trae a casa a un novio terrible, y Homer se da cuenta de que es lo mismo que Clancy sentía por él. La revelación permite a Homer regresar a la Tierra y sobrevivir al accidente. La familia llega con Maggie recogiendo a Goobie Woo mientras Homer es subido a la ambulancia; Marge utiliza algo de dinero para darle algunos analgésicos.
En la sesión de grabación del episodio, le dicen a Lizzo que abofetee a Homer. Ella se niega, así que Bart le abofetea mientras Lisa y ella tocan música.

## Producción
Los productores llevaban tiempo queriendo tener un episodio que transcurriera en unos pocos segundos. El problema era saber con quién hablaría Homer en ese breve espacio de tiempo. Se decidieron por un espíritu guía en forma de muñeco en el coche. El episodio se inspiró en El incidente del Puente del Búho y El milagro secreto, cuyas historias juegan con el tiempo.
Cuando los productores se enteraron de que Lizzo era fanática, le ofrecieron el papel de la muñeca, y ella aceptó. El guionista y productor ejecutivo Tim Long puso letra a una canción, con melodía escrita por Bret McKenzie, para que la cantara el personaje de Lizzo. Además, los productores decidieron contar con una escena de Lizzo como ella misma realizando la sesión de grabación para poner voz a la muñeca. Los productores quedaron impresionados por los conocimientos de Lizzo sobre la historia de Los Simpson, incluida la referencia al saxofón de Lisa como «saxamaphone». Los productores también incluyeron la flauta de Lizzo, Sasha Flute, en el episodio como flauta de la muñeca. Lizzo también añadió una línea al chiste en el que los homosexuales del infierno eran ascendidos al cielo debido a los cambios de opinión de la sociedad.
En honor al episodio 750 de la serie, 750 personajes aparecieron en la secuencia de apertura. Bowen Yang apareció como Richard, y Tim Robinson como Mercer.

## Recepción

### Audiencia
El episodio obtuvo una audiencia de 0,2 con 0,87 millones de espectadores, siendo el programa más visto de Fox esa noche.

### Respuesta de la crítica
Tony Sokol de Den of Geek dio al episodio una puntuación de 3,5 sobre 5 estrellas, afirmando: «El concepto del episodio es de gran alcance, la trama promete mucho, pero roza cuando debería bucear. La parte más divertida del episodio son los créditos finales, lo que tristemente ocurre muy a menudo. Lisa puede parecer cruel e indiferente a los males de Homer, pero la línea sobre enseñar a Bart los decimales es clásica de Los Simpson».
John Schwarz de Bubbleblabber dio al episodio un 8/10 declarando: «Los Simpson nos ofrecen un episodio de ensueño casi tópico, pero como se trata de una experiencia cercana a la muerte, agradecí la premisa más visceral. Claro, tenemos unos cuantos clichés más, como varios vistazos al futuro, pero "Homer Goes To Hell" es lo mejor que he oído en mucho tiempo. Tengo entendido que ya tuvimos algo de esto en "Treehouse of Horror IV" con Ned en el papel de Satanás, y debo admitir que no tuvimos una revisita de ese personaje icónico, pero hubo un montón de otros gags de fondo que me hicieron reír como un loco, no muy diferente de un episodio de Superjail! en términos de variedad y ejecución».

### Premios y nominaciones
El guionista Tim Long fue nominado al premio Writers Guild of America de Televisión: Animación en la 76ª edición de los premios Writers Guild of America por este episodio.